# 切馬爾區

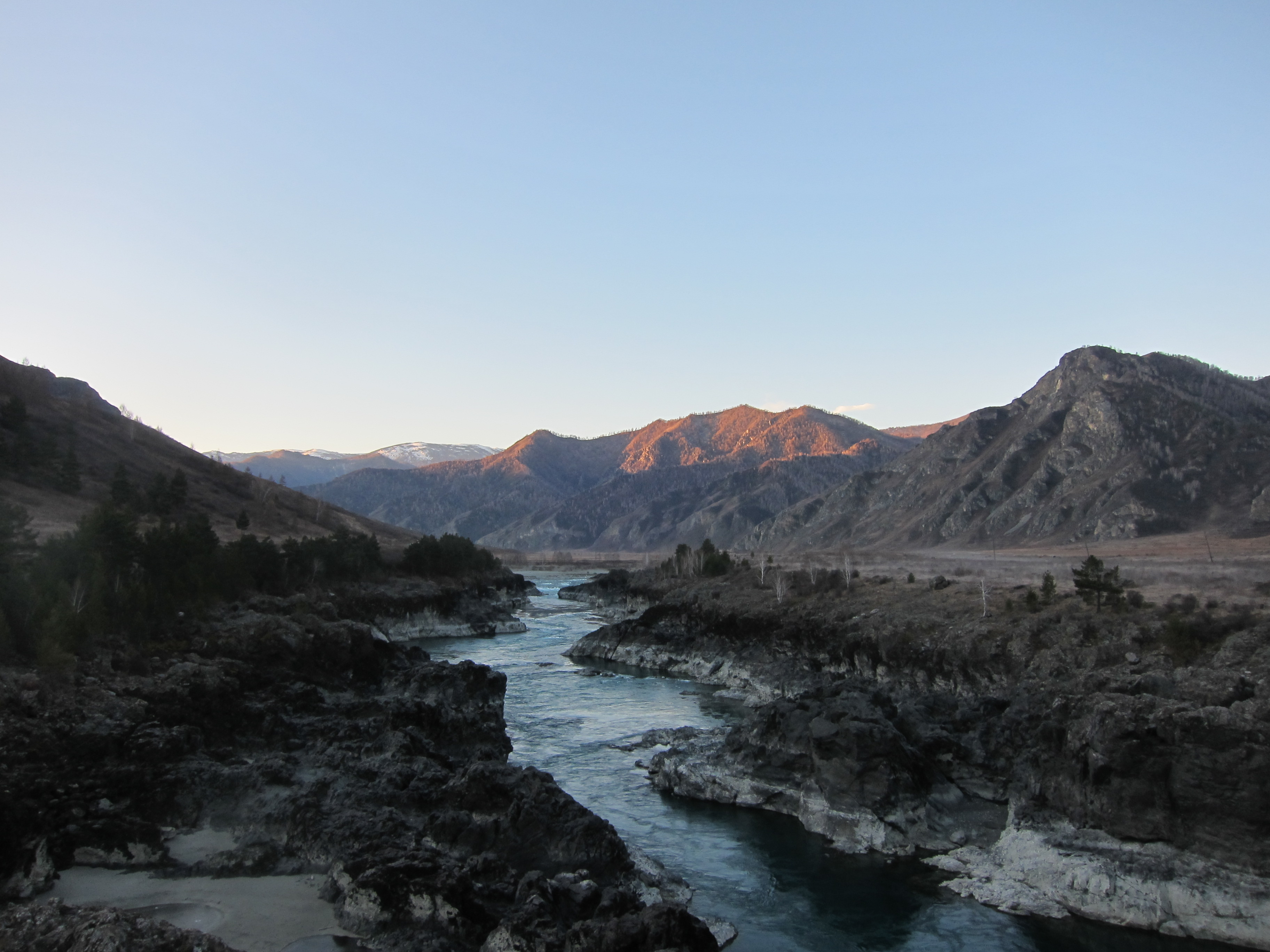

51°25′N 86°00′E / 51.417°N 86.000°E
切馬爾區（俄語：Чемальский район）是俄羅斯阿爾泰共和國的一個區，位於該國南部，始建於1992年8月26日，面積3,016平方公里，2010年人口9,441，人口密度每平方公里3.13人。